# Francis Celeste Le Blond

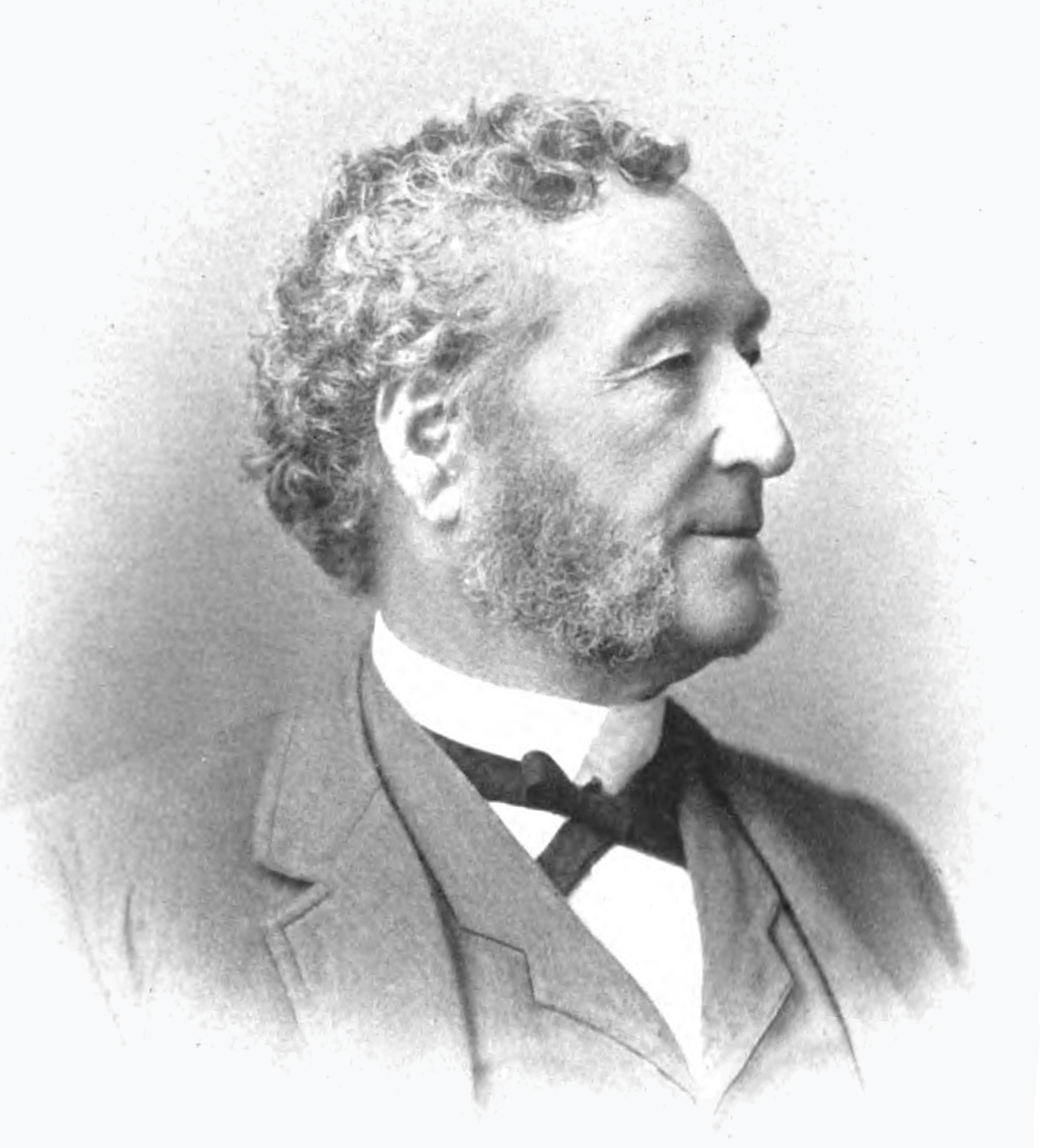
Francis Celeste Le Blond

Francis Celeste Le Blond (* 14. Februar 1821 in Bellville, Ohio; † 9. November 1902 in Celina, Ohio) war ein US-amerikanischer Politiker. Zwischen 1863 und 1867 vertrat er den Bundesstaat Ohio im US-Repräsentantenhaus.

## Werdegang
Francis Le Blond genoss eine akademische Ausbildung. Nach einem anschließenden Jurastudium und seiner 1844 erfolgten Zulassung als Rechtsanwalt begann er in Celina in diesem Beruf zu arbeiten. Gleichzeitig schlug er als Mitglied der Demokratischen Partei eine politische Laufbahn ein. Zwischen 1851 und 1855 saß er als Abgeordneter im Repräsentantenhaus von Ohio, dessen Präsident er in den Jahren 1854 und 1855 war.
Bei den Kongresswahlen des Jahres 1862 wurde Le Blond im fünften Wahlbezirk von Ohio in das US-Repräsentantenhaus in Washington, D.C. gewählt, wo er am 4. März 1863 die Nachfolge von James Mitchell Ashley antrat. Nach einer Wiederwahl konnte er bis zum 3. März 1867 zwei Legislaturperioden im Kongress absolvieren. In diese Zeit fiel das Ende des Bürgerkrieges. 1865 wurde der 13. Verfassungszusatz ratifiziert. Seit 1865 war die Arbeit des Kongresses von den Spannungen zwischen den Republikanern und Präsident Andrew Johnson überschattet.
Im Jahr 1866 verzichtete Le Blond auf eine weitere Kongresskandidatur. Nach dem Ende seiner Zeit im US-Repräsentantenhaus praktizierte er wieder als Anwalt. Außerdem war er auch in anderen Geschäftsbereichen tätig. Francis Le Blond starb am 9. November 1902 in Celina, wo er auch beigesetzt wurde. Sein Enkel Frank Le Blond Kloeb (1890–1976) wurde ebenfalls Kongressabgeordneter.